# ISO 3166-2:IS
Kódy ISO 3166-2 pro Island identifikují 8 regionů a 64 obcí (stav k prosinci 2022). První část (IS) je mezinárodní kód pro Island, druhá část sestává z jednoho čísla identifikujícího region.

## Seznam kódů

### Regiony
```
IS-1 Höfuðborgarsvæði
IS-2 Suðurnes 
IS-3 Vesturland
IS-4 Vestfirðir 
IS-5 Norðurland vestra
IS-6 Norðurland eystra 
IS-7 Austurland 
IS-8 Suðurland 
```

### Obce
```
IS-AKN Akraneskaupstaður
IS-AKU Akureyrarbær
IS-ARN Árneshreppur
IS-ASA Ásahreppur
IS-BLA Bláskógabyggð
IS-BOG Borgarbyggð
IS-BOL Bolungarvíkurkaupstaður
IS-DAB Dalabyggð
IS-DAV Dalvíkurbyggð
IS-EOM Eyja- og Miklaholtshreppur
IS-EYF Eyjafjarðarsveit
IS-FJD Fjarðabyggð
IS-FJL Fjallabyggð
IS-FLA Flóahreppur
IS-FLR Fljótsdalshreppur
IS-GAR Garðabær
IS-GOG Grímsnes- og Grafningshreppur
IS-GRN Grindavíkurbær
IS-GRU Grundarfjarðarbær
IS-GRY Grýtubakkahreppur
IS-HAF Hafnarfjarðarkaupstaður
IS-HRG Hörgársveit
IS-HRU Hrunamannahreppur
IS-HUG Húnabyggð
IS-HUV Húnaþing vestra
IS-HVA Hvalfjarðarsveit
IS-HVE Hveragerðisbær
IS-ISA Ísafjarðarbær
IS-KAL Kaldrananeshreppur
IS-KJO Kjósarhreppur
IS-KOP Kópavogsbær
IS-LAN Langanesbyggð
IS-MOS Mosfellsbær
IS-MUL Múlaþing
IS-MYR Mýrdalshreppur
IS-NOR Norðurþing
IS-RGE Rangárþing eystra
IS-RGY Rangárþing ytra
IS-RHH Reykhólahreppur
IS-RKN Reykjanesbær
IS-RKV Reykjavíkurborg
IS-SBT Svalbarðsstrandarhreppur
IS-SDN Suðurnesjabær
IS-SDV Súðavíkurhreppur
IS-SEL Seltjarnarnesbær
IS-SFA Sveitarfélagið Árborg
IS-SHF Sveitarfélagið Hornafjörður
IS-SKF Skaftárhreppur
IS-SKG Skagabyggð
IS-SKO Skorradalshreppur
IS-SKR Skagafjörður
IS-SNF Snæfellsbær
IS-SOG Skeiða- og Gnúpverjahreppur
IS-SOL Sveitarfélagið Ölfus
IS-SSS Sveitarfélagið Skagaströnd
IS-STR Strandabyggð
IS-STY Stykkishólmsbær
IS-SVG Sveitarfélagið Vogar
IS-TAL Tálknafjarðarhreppur
IS-THG Þingeyjarsveit
IS-TJO Tjörneshreppur
IS-VEM Vestmannaeyjabær
IS-VER Vesturbyggð
IS-VOP Vopnafjarðarhreppur
```